# Rolls Frakció
Rolls Frakció – węgierska rockowa grupa muzyczna.

## Historia
Grupa powstała w Budapeszcie w 1978 roku na fali popularności zespołu Piramis. Oryginalny skład tworzyli Csaba Tóth (gitara), Miklós Tóth (instrumenty klawiszowe), Tibor Obert (perkusja), János Sipráczky (gitara basowa) i Lajos D. Nagy (wokal). Gościnnie w zespole grał wówczas także między innymi Gyula Deák. W 1980 roku w miejsce Sipráczkyego do zespołu przyszedł András Trunkos. Początkowo zespół grał hard rocka, a od 1981 roku nową falę, eksperymentował także z reggae. Pod koniec 1981 roku zespół przyjął nazwę „Rolls Frakció”, wówczas do zespołu przyszedł też Tibor Donászy. Zespół początkowo często grał w Ifjúsági Park (Parku Młodzieży), ale później coraz częściej zakazywano mu występów, a w 1983 roku Rolls Frakció swoimi wulgarnymi tekstami wywołał skandal w telewizyjnym programie „Egymillió fontos hangjegy”. W 1985 roku grupa rozpadła się, a D. Nagy przeszedł do Bikini. W 1993 roku zespół na krótko reaktywował się pod nazwą „Frakció” w następującym składzie: Tamás Mihály (gitara basowa), Péter Dorozsmai (perkusja), Zoltán Kató (saksofon), Endre Csillag i Tamás Knapik (gitara) oraz András Trunkos. Z zespołem grał wtedy też D. Nagy, jako że Bikini zawiesiło działalność. W 2004 roku powstał tribute band zespołu o nazwie „Rolls Frakció Tribute”. W 2007 roku utworzono nowy twór o nazwie „Rolls Fraktion” z nowym składem.

## Dyskografia
- Rockhullám (EP, 1980)
- Feladat / Mitől megy a villamos (singel, 1982)
- Rolls (1984)
- Budapest felett... (1993)
- Kejne pánik (1994)
- Koncert (album koncertowy, 1999)
- Ti vagytok a jelen... (album koncertowy, 2005)
- Rolls a Yukban (EP, 2006)
- ...és mégis lapos a Föld (2008)
- Nem változott semmi (DVD, 2010)

## Członkowie zespołu

### Obecni
- E222 – wokal
- ET – gitara, instrumenty klawiszowe[1]

### Byli
- Csaba Tóth – gitara (1978–1985)
- Miklós Tóth – organy, instrumenty klawiszowe (1978–1985)
- Tibor Obert – perkusja (1978–1985)
- János Sipráczky – gitara basowa (1978–1980)
- Lajos D. Nagy – wokal (1978–1985, 1993–1994)
- Dzodzoglu Jorgosz – kongi (1978)
- András Trunkos – gitara basowa (1980–1985, 1993–1994)
- Tibor Donászy – perkusja (1981–1985)
- Tamás Mihály – gitara basowa (1993–1994)
- Péter Dorozsmai – perkusja (1993–1994)
- Zoltán Kató – saksofon (1993–1994)
- Endre Csillag – gitara (1993–1994)
- Tamás Knapik – gitara (1993–1994)